# Frank Michler Chapman

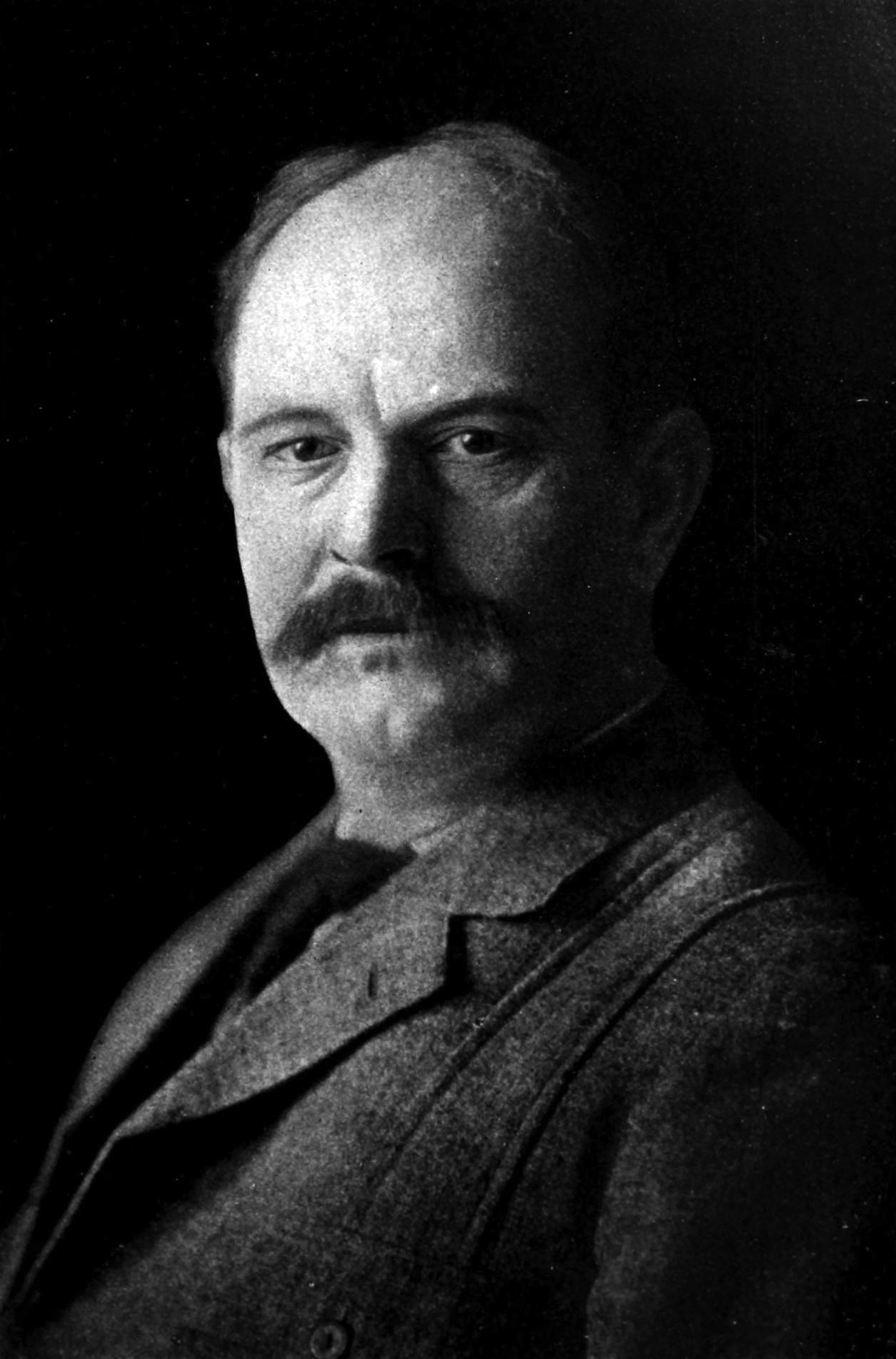
Frank Michler Chapman

Frank Michler Chapman (* 12. Juni 1864 im heutigen West Englewood, Bezirk Teaneck, New Jersey; † 15. November 1945 in New York City) war ein amerikanischer Ornithologe, Autor und Bankier.

## Leben

### Ausbildung
Der Vater Chapmans hieß Lebbeus Chapman, Jr. und arbeitete in einer New Yorker Anwaltskanzlei und als Berater einer großen Bank. Während des Bürgerkrieges diente der Vater als Veteran. Bedingt durch seine bankkaufmännische Ausbildung schrieb sein Vater Chapman's tables of interest. Seine Mutter Mary Augusta Chapman geb. Parkhurst liebte Blumen und war eine außerordentliche begabte Musikerin. So wuchs Chapman auf dem Anwesen auf, welches sein Großvater im Jahre 1863 erworben hatte. Die natürliche Umgebung sowie die musikalische Ausbildung durch seine Mutter förderten das Interesse des jungen Chapman an Vögeln. Er besuchte zehn Jahre die Schule in Englewood. An der Englewood Academy bekam eine fundierte Musikausbildung. Als er mit sechzehn Jahren dort abschloss, entschied er sich gegen eine College-Ausbildung, da er die Praxis zur Natur in solch einem Studium anzweifelte. Stattdessen begann er 1880 an der American Exchange National Bank, die Bank, welche sein Vater beriet. Im Zug zur Arbeit lernte er Frederick J. Dixon kennen, der mit ihm die Liebe zur Ornithologie teilte, sowie ihm viele Dinge über die Welt der Vögel beibrachte. Eine weitere wichtige Bezugsperson wurde Clarence B. Riker, der sich in der Kunst der Vogelpräparation auskannte. Im Jahre 1884, noch immer bei der Bank arbeitend, nahm er erstmals ehrenamtlich an einer Erfassung zur Vogelmigration teil. Im Zuge dieser Erfassung bot er seine Hilfe Albert Kenrick Fisher von der American Ornithologists’ Union an. Dieser Schritt war sehr bedeutend für sein weiteres Leben. Chapman bezeichnete Fisher als ornithologischen Paten und war somit sein großes Vorbild. Für die Vogelerfassung sammelte er 103 Arten, die er an Fisher weiterleitete.

### Vogelkunde
Bis 1886 arbeitete er weiter für die Bank, beteiligte sich aber immer wieder an Aktionen u. a. für die National Audubon Society. Als er von der Bank befördert wurde, realisierte er, dass es zu einem Konflikt zwischen seiner Arbeit bei der Bank und seiner Passion kommen würde. Er zog die Konsequenzen und kündigte bei der Bank. Seine neue Freiheit nutzte er, um bis Mai 1887 in Florida am Alachua-See 581 Vögel zu sammeln. Nach seiner Rückkehr nach Englewood brachte er die Exemplare zur Identifikation ans American Museum of Natural History. Zusammen mit George Burritt Sennett (1840–1900), der eine beachtliche Sammlung texanischer Vögel besaß, untersuchten sie ihre Sammlungen. Als diese Arbeit vollbracht war, half Chapman Joel Asaph Allen, dem damaligen Kurator, 3000 Vögel aus der Lawrence-Sammlung, die dieser in Zentral- und Südamerika gesammelt hatte, zu inventarisieren. Im Jahr 1888 publizierte er sein erstes Schriftstück in The Auk. Das Papier wurde bei der A.O.U. präsentiert und wurde als bestes unter zweihundert anderen ausgezeichnet. Im Jahr 1888 war er mit Charles Barney Cory am Okeechobeesee unterwegs, als ihn ein Brief von Allen erreichte, der ihm einen Job am American Museum of Natural History anbot. Chapman zögerte keine Sekunde und brach sofort auf. Zunächst katalogisierte und identifizierte er weiter Vogelsammlungen. Dann wurde er Stellvertreter von Allen, der ihm jede Menge neue Dinge beibrachte. Nach einiger Zeit gab er populäre Vorlesungen über Vögel, die er mit eigenen Bildern untermalte. In den Wintermonaten brach er zu vielen Feldeinsätzen auf. So war er in Florida, Texas, Trinidad, British West Indies, Yucatán, Veracruz und vielen anderen südamerikanischen Ländern unterwegs. Im Februar 1898 ehelichte er Fannie Bates Embury. Zusammen hatten sie einen Sohn Frank Michler Chapman, Jr., der im Jahre 1900 geboren wurde. Fannie starb ein Jahr vor Frank im September 1944. Von 1898 bis 1910 entwickelte er zusammen mit John Lambert Cadwalader ein Konzept für Ausstellungen, indem er die Vögel in ihrem natürlichen Habitat präsentierte. Von den vielen Künstlern, die Chapman ins Feld begleiteten, war er insbesondere Louis Agassiz Fuertes verbunden. Fuertes begleitete Chapman in die Anden. Seinem Freund widmete er deshalb auch das Taxon des Fuertespapagei (Hapalopsittaca fuertesi) und schrieb in The Auk den Gedenkartikel In memoriam: Louis Agassiz Fuertes (1874–1927). Zusammen mit Malcolm Sutherland Mackay (1881–1934), Graham Sumner, George Bowen Case und Daniel Eleazar Pomeroy durchstreifte er sechs Jahre die Andenländer, immer auf der Suche nach neuen und bekannten Vogelarten. So bewegten sie sich überwiegend in Kolumbien und Ecuador. Neben seinen naturwissenschaftlichen Tätigkeiten war Chapman und seine Frau für das Amerikanische Rote Kreuz tätig. Hier wurde er Direktor für Publikationen. Im Rahmen dieser Tätigkeit war Chapman auf Kuba, in Panama, in Peru, in Chile, in Bolivien, in Argentinien, in Uruguay, in Venezuela und in Brasilien unterwegs.

## Ehrungen
1921 wurde er zum Mitglied der American Philosophical Society und der National Academy of Sciences gewählt. Letztere hatte ihn 1917 mit der Daniel Giraud Elliot Medal ausgezeichnet. Außerdem wurde ihm die Linné-Medaille durch die Linnaen Society of New York, die William-Brewster-Medaille für sein Handbook of birds of eastern North America durch die A.O.U., die John-Burroughs-Medaille und die Medaille des Theodore Roosevelt Island National Memorial verliehen. 1913 verlieh ihm die Brown University den Titel des Doctor of Science. Außerdem war er Ehrenmitglied der British Ornithologists’ Union, der Deutschen Ornithologen-Gesellschaft, des Club van Nederlandsche Vogekundigen, der Asociación Ornitológica del Plata und der New York Zoological Society. Chapman war Mitglied und Präsident der A.O.U., Präsident der Linnaen Society of New York und Lektor des The Auk.
Carl Eduard Hellmayr benannte 1907 den Chapmansegler (Chaetura chapmani) nach ihm. Ernest Thomas Gilliard vergab 1940 für den Olivkappen-Laubtyrann den wissenschaftlichen Namen (Phylloscartes chapmani) zu Ehren von Chapman. Hinzu kommen folgende Unterarten, die Chapman gewidmet wurden:
- Bunthalskolibri (Schistes geoffroyi chapmani) (Berlioz, 1941)
- Goldscheitel-Waldsänger (Basileuterus coronatus chapmani) (Todd, 1929)
- Kurzschnabel-Gilbammer (Sicalis luteola chapmani) (Ridgway, 1899)
- Braunschwanzsittich (Pyrrhura melanura chapmani) (Bond & Meyer de Schauensee, 1940)
- Brillenkauz (Pulsatrix perspicillata chapmani) (Griscom, 1932)
- Weintaube (Patagioenas plumbea chapmani) (Ridgway, 1916)
- Wellenläufer (Oceanodroma leucorhoa chapmani) (Berlepsch, 1906)
- Südlicher Fleckenmaskentyrann (Myiodynastes maculatus chapmani) (Zimmer, JT, 1937)
- Schomburgkralle (Micropygia schomburgkii chapmani) (Naumburg, 1930)
- Weißkehl-Tachurityrann (Mecocerculus leucophrys chapmani) (Dickerman, 1985)
- Lachfalke (Herpetotheres cachinnans chapmani) (Bangs & Penard, 1918)
- Andenbekassine (Gallinago jamesoni chapmani) (Moore, RT, 1937)
- Zimtrücken-Ameisenfänger (Formicivora rufa chapmani) (Cherrie, 1916)
- Roststirn-Mückenfresser (Conopophaga castaneiceps chapmani) (Carriker, 1933)
- Falkennachtschwalbe (Chordeiles minor chapmani) (Coues, 1888)

Außerdem fand der Name Chapman Eingang bei dem englischen Trivialnamen Chapman's Antshrike (Thamnophilus zarumae), Chapman's Ground Warbler (Xenoligea montana), Chapman's Tyrannulet (Phylloscartes chapmani), Chapman's Antshrike (Dysithamnus occidentalis), Chapman's Conure (Aratinga mitrata), Chapman's Swift (Chaetura chapmani) und Chapman's Trogon (Trogon massena australis). Allerdings handelt es sich hierbei nicht immer um den gängigen englischen Namen. Beispielsweise wird Xenoligea montana üblicherweise als White-winged Warbler bezeichnet.

## Erstbeschreibungen
Chapman war der Erstautor von vielen Gattungen, Arten sowie Unterarten.

### Gattungen
Folgende Gattungen hat Chapman beschrieben:
- Geocapromys (Chapman, 1901)
- Myornis (Chapman, 1915)
- Hylocryptus (Chapman, 1919)
- Xenornis (Chapman, 1924)
- Tumbezia (Chapman, 1925)
- Roraimia (Chapman, 1929)

### Vogelarten
Folgende neue Vogelarten wurden von Chapman beschrieben:
- Urichkleintyrann (Phyllomyias urichi) (Chapman, 1899)
- Kurzschnabel-Buschtangare (Chlorospingus parvirostris) (Chapman, 1901)
- Goldkopf-Buschammer (Atlapetes flaviceps) (Chapman, 1912)
- Maronenbauch-Hakenschnabel (Diglossa gloriosissima) (Chapman, 1912)
- Grauscheitel-Ameisenpitta (Grallaria alleni) (Chapman, 1912)
- Brustband-Ameisenpitta (Grallaria milleri) (Chapman, 1912)
- Fuertespapagei (Hapalopsittaca fuertesi) (Chapman, 1912)
- Rußkopf-Buschammer (Atlapetes fuscoolivaceus) (Chapman, 1914)
- Apolinarzaunkönig (Cistothorus apolinari) (Chapman, 1914)
- Weißhalssittich (Pyrrhura albipectus) (Chapman, 1914)
- Pazifik-Breitschnabeltyrann (Rhynchocyclus pacificus) (Chapman, 1914)
- Lachsschnabelsaltator (Saltator nigriceps) (Chapman, 1914)
- Rotschwanz-Baumspäher (Xenops milleri) (Chapman, 1914)
- Kerrtinamu (Crypturellus kerriae) (Chapman, 1915)
- Paramotapaculo (Scytalopus canus) (Chapman, 1915)
- Tacarcunatapaculo (Scytalopus panamensis) (Chapman, 1915)
- Santa Marta-Tapaculo (Scytalopus sanctaemartae) (Chapman, 1915)
- Haitinachtschwalbe (Siphonorhis brewsteri) (Chapman, 1917)
- Spiegel-Waldsänger (Xenoligea montana) (Chapman, 1917)
- Weißbauch-Tachurityrann (Anairetes agraphia) (Chapman, 1919)
- Dunkelrückencanastero (Asthenes urubambensis) (Chapman, 1919)
- Buschlandameisenpitta (Grallaria watkinsi) (Chapman, 1919)
- Westlicher Rötelbaumspäher (Hylocryptus erythrocephalus) (Chapman, 1919)
- Zimtbrust-Bartvogel (Capito brunneipectus) (Chapman, 1921)
- Graubauch-Meisenschlüpfer (Leptasthenura xenothorax) (Chapman, 1921)
- Rotkopf-Faulvogel (Nonnula amaurocephala) (Chapman, 1921)
- Bartguan (Penelope barbata) (Chapman, 1921)
- Tumacopfäffchen (Sporophila insulata) (Chapman, 1921)
- Fahlflanken-Ameisenwürger (Thamnophilus zarumae) Chapman, 1921
- Blassfußschwalbe (Notiochelidon flavipes) (Chapman, 1922)
- Equadornachtschwalbe (Caprimulgus anthonyi) (Chapman, 1923)
- Schiefergrauer Würgerling (Dysithamnus occidentalis) (Chapman, 1923)
- Grauflanken-Ameisenpitta (Grallaria albigula) (Chapman, 1923)
- Südliche Schmuckameisenpitta (Grallaricula peruviana) (Chapman, 1923)
- Graukopf-Ameisenvogel (Myrmeciza griseiceps) (Chapman, 1923)
- Punadistelschwanz (Schizoeaca helleri) (Chapman, 1923)
- Halbmond-Ameisenpitta (Grallaricula lineifrons) (Chapman, 1924)
- Buntflügel-Schmätzertyrann (Ochthoeca piurae) (Chapman, 1924)
- Strichelrücken-Ameisenwürger (Xenornis setifrons) (Chapman, 1924)
- Trauerhakenschnabel (Diglossa venezuelensis) (Chapman, 1925)
- Watkins-Ammer (Incaspiza watkinsi) (Chapman, 1925)
- Kleiner Silberameisenschlüpfer (Myrmotherula sunensis) (Chapman, 1925)
- Östlicher Fleckenstachelschwanz (Premnoplex tatei) (Chapman, 1925)
- Peruschwalbe (Progne murphyi) (Chapman, 1925)
- Dunkelschwanz-Breitschnabeltyrann (Ramphotrigon fuscicauda) (Chapman, 1925)
- Rostfarbene Ameisenpitta (Grallaria capitalis) (Chapman, 1926)
- Nördlicher Stelzentachurityrann (Stigmatura napensis) (Chapman, 1926)
- Starkschnabel-Blattspäher (Simoxenops ucayalae) (Chapman, 1928)
- Tepuidegenflügel (Campylopterus duidae) (Chapman, 1929)
- Bindentinamu (Crypturellus casiquiare) (Chapman, 1929)
- Schuppenbrust-Hakenschnabel (Diglossa duidae) (Chapman, 1929)
- Riesenolivtyrann (Elaenia dayi) (Chapman, 1929)
- Tepuiglanzkehlchen (Polytmus milleri) (Chapman, 1929)

### Säugetiere
Neben den Vögeln beschrieb Chapman 1889 die Florida-Maus (Podomys floridanus), 1901 eine Art der Langschwanzhutias names Mysateles gundlachi und zusammen mit Allen eine Art der Neotropische Wasserratten namens Nectomys palmipes, sowie Marmosops carri eine Art der Schlankbeutelratten.

## Schriften
- Bird-life: a guide to the study of our common birds, D. Appleton & Company, 1897
- Descriptions of five apparently new birds from Venezuela. In: Bulletin of the American Museum of Natural History. Band 12, Nr. 9, 1899, S. 153–156 (digitallibrary.amnh.org [PDF; 309 kB]).
- A new grouse from California. In: Bulletin of the American Museum of Natural History. Band 20, Nr. 11, 1904, S. 159–162 (amnh.org [PDF]).
- The warblers of North America, D. Appleton & Company, 1907
- Camps and cruises of an ornithologist, D. Appleton & Company, 1908
- Diagnoses of apparently new Colombian birds. In: Bulletin of the American Museum of Natural History. Band 31, Nr. 16, 1912, S. 139–166 (biodiversitylibrary.org).
- Diagnoses of apparently new Colombian birds. In: Bulletin of the American Museum of Natural History. Band 33, Nr. 12, 1914, S. 167–192 (digitallibrary.amnh.org [PDF; 2,7 MB]).
- Descriptions of a new genus and species of birds from Venezuela. In: Bulletin of the American Museum of Natural History. Band 33, Nr. 13, 1914, S. 193–197 (digitallibrary.amnh.org [PDF; 446 kB]).
- Descriptions of new birds from Ecuador. In: Bulletin of the American Museum of Natural History. Band 33, Nr. 23, 1914, S. 317–322 (digitallibrary.amnh.org [PDF; 592 kB]).
- Descriptions of proposed new birds from Central and South America. In: Bulletin of the American Museum of Natural History. Band 34, Nr. 11, 1915, S. 363–388 (amnh.org [PDF; 2,3 MB]).
- Diagnoses of apparently new Colombian birds. In: Bulletin of the American Museum of Natural History. Band 34, Nr. 23, 1915, S. 635–662 (amnh.org [PDF; 5,5 MB]).
- Daniel Giraud Elliot. In: The Auk. Band 34, Nr. 1, 1917, S. 1–10 (sora.unm.edu [PDF; 529 kB]).
- The distribution of bird-life in Colombia: a contribution to a biological survey of South America. In: Bulletin of the American Museum of Natural History. Band 36, 1917, S. 1–729 (digitallibrary.amnh.org [PDF]).
- Descriptions of proposed new birds from Peru, Bolivia, Argentina, and Chile. In: Bulletin of the American Museum of Natural History. Band 41, Nr. 5, 1919, S. 323–333 (amnh.org [PDF; 10,8 MB]).
- Description of a Proposed New Race of the Killdeer from the Coast of Peru. In: The Auk. Band 37, Nr. 1, 1920, S. 105–108 (unm.edu [PDF; 181 kB]).
- What bird is that? A pocket museum of the land birds of the east, D. Appleton, 1920
- The distribution of bird life in the Urubamba valley of Peru; a report on the birds collected by the Yale University-National Geographic Society's expeditions, GPO, 1921
- Descriptions of apparently new birds from Bolivia, Brazil, and Venezuela. In: American Museum novitates. Nr. 2, 1921, S. 1–8 (amnh.org [PDF; 4,6 MB]).
- Descriptions of proposed new birds from Colombia, Ecuador, Peru, and Brazil. In: American Museum novitates. Nr. 18, 1921, S. 1–12 (amnh.org [PDF; 5,4 MB]).
- The distribution of the swallows of the genus Pygochelidon. In: American Museum novitates. Nr. 30, 1922, S. 1–15 (biodiversitylibrary.org).
- Descriptions of apparently new birds from Colombia, Ecuador, and Argentina. In: American Museum novitates. Nr. 31, 1922, S. 1–8 (biodiversitylibrary.org).
- Descriptions of proposed new birds from Panama, Venezuela, Ecuador, Peru and Bolivia. In: American Museum novitates. Nr. 67, 1923, S. 1–12 (amnh.org [PDF; 1,3 MB]).
- Descriptions of proposed new birds from Venezuela, Colombia, Ecuador, Peru, and Chile. In: American Museum novitates. Nr. 96, 1923, S. 1–12 (digitallibrary.amnh.org [PDF; 1,2 MB]).
- Descriptions of new flycatchers from Colombia, Ecuador, and Peru. In: American Museum novitates. Nr. 118, 1924, S. 1–11 (amnh.org [PDF; 1,1 MB]).
- Descriptions of new birds from Colombia, Ecuador, and Peru. In: American Museum novitates. Nr. 138, 1924, S. 1–16 (digitallibrary.amnh.org [PDF; 1,5 MB]).
- Descriptions of new birds from Colombia, Ecuador, Peru and Bolivia. In: American Museum novitates. Nr. 143, 1924, S. 1–11 (digitallibrary.amnh.org [PDF; 1,6 MB]).
- mit Ludlow Griscom: The house wrens of the genus Troglodytes. In: Bulletin of the American Museum of Natural History. Band 50, Nr. 5, 1924, S. 279–304 (digitallibrary.amnh.org [PDF; 2,8 MB]).
- Descriptions of one new genus and of species of birds from Peru and Ecuador. In: American Museum novitates. Nr. 205, 1925, S. 1–11 (amnh.org [PDF; 1,1 MB]).
- The distribution of bird-life in Ecuador A contribution to a study of the origin of Andean bird-life. In: Bulletin of the American Museum of Natural History. Band 55, Nr. 1, 1926, S. 1–785 (amnh.org [PDF; 111,2 MB]).
- In memoriam: Louis Agassiz Fuertes (1874–1927). In: The Auk. Band 45, Nr. 1, 1928, S. 1–26 (sora.unm.edu [PDF; 1,3 MB]).
- Mutation in Capito auratus. In: American Museum novitates. Nr. 335, 1928, S. 1–21 (amnh.org [PDF; 2,2 MB]).
- Descriptions of new birds from Mt. Duida, Venezuela. In: American Museum novitates. Nr. 380, 1929, S. 1–27 (amnh.org [PDF; 2,7 MB]).
- Descriptions of new birds from Mocha Island, Chile, and the Falkland Islands, with comments on their bird life and that of the Juan Fernandez Islands and Chiloe Island, Chile. In: American Museum novitates. Nr. 762, 1934, S. 1–8 (digitallibrary.amnh.org [PDF; 650 kB]).
- Autobiography of a bird-lover, Appleton-Century, 1935
- Color Key to North American Birds, BiblioBazaar, 2009, ISBN 978-1-110-34660-8
- Handbook of birds of eastern North America, General Books LLC, 2009, ISBN 978-1-4588-3264-1
- Further Notes On Trinidad Birds: With A Description Of A New Species Of Synallaxis, Kessinger Publishing, LLC, 2009, ISBN 978-1-120-28502-7
- Our winter birds, General Books LLC, 2009, ISBN 978-0-217-52708-8
- The Economic Value Of Birds To The State, Kessinger Publishing, LLC, 2009, ISBN 978-1-120-19119-9
- Description Of Two New Races Of Mammals From Florida, Kessinger Publishing, LLC, 2009, ISBN 978-1-120-18790-1
- Bird Studies With a Camera: With Introductory Chapters on the Outfit and Methods of the Bird Photographer, Cornell University Library, 2009, ISBN 978-1-112-33270-8